# ويليام ادمون لوغان
ويليام ادمون لوغان هو جيولوجي كندي، ولد في 20 أبريل 1798 في مونتريال في كندا، وتوفي في 22 يونيو 1875 في بيمبروكشاير في المملكة المتحدة.

## وصلات خارجية
- ويليام ادمون لوغان على موقع الموسوعة البريطانية (الإنجليزية)